# Zuma (album)
Pour les articles homonymes, voir Zuma.
Albums de Neil Young
Tonight's the Night
(1975) Long May You Run
(Stills-Young Band 1976)
Zuma est le septième album studio du chanteur et guitariste américano-canadien Neil Young. L'album, sur lequel Young est accompagné par le groupe Crazy Horse, est paru le 10 novembre 1975 sur le label Reprise Records et est produit par Neil Young, David Briggs et Tim Mulligan.

## Historique
Le titre de l'album vient de Zuma Beach, une plage de Malibu près de Los Angeles à proximité de laquelle se sont déroulées les répétitions. Le nom de l’album peut aussi être un clin d’œil à l’empereur aztèque Montezuma II, nommé dans les paroles de Cortez The Killer.
Le ton général de l'album est un peu plus serein que celui des trois précédents (Time Fades Away, Tonight's the Night, et On the Beach) avec cependant des moments pleins d’amertume (Don’t Cry No Tears, Barstool Blues, Stupid Girl) dus à son divorce avec son épouse de l’époque  Carrie Snodgress. 
L’album fait partie des disques « électriques » de Neil Young. Il présente une succession de morceaux globalement assez courts (seuls deux dépassent les 4 minutes), faisant la part belle aux solos de guitare du canadien. Avec ce disque on peut considérer que se termine la période sombre post-Harvest de Young.
Au sein du groupe Crazy Horse, Frank Sampedro a remplacé à la guitare Danny Whitten, décédé par overdose.
Le titre phare de cet album est l'épique Cortez the Killer dénonçant la violence de la colonisation du continent américain. Il dure plus de sept minutes avec une remarquable intro à la guitare, c'est un des plus célèbres solos de Neil Young, considéré par les critiques comme étant l'un des essentiels de l'histoire du rock. À cause du texte de la chanson, évoquant le conquistador espagnol Hernán Cortés et la conquête de l'empire aztèque, le disque a été interdit en Espagne durant la période franquiste.
Through My Sails est une chanson du groupe Crosby, Stills, Nash and Young qui reste d’un projet d’album avorté en 1974.
En 1976, Zuma se classa à la 25e place du Billboard 200 aux États-Unis, où il sera certifié disque d'or.

## Liste des titres
Face 1
1. Don't Cry No Tears - 2:34
2. Danger Bird - 6:54
3. Pardon My Heart - 3:49
4. Lookin' for a Love - 3:17
5. Barstool Blues - 3:02

Face 2
1. Stupid Girl - 3:13
2. Drive Back - 3:32
3. Cortez the Killer - 7:29
4. Through My Sails - 2:41

Toutes les chansons ont été composées par Neil Young.

## Musiciens
- Neil Young - guitares, piano, chant
- Crazy Horse
  - Billy Talbot – guitare basse, chœurs
  - Ralph Molina – batterie, chœurs
  - Frank Sampedro – guitare rythmique

sauf pour "Pardon My Heart" :
- Neil Young - guitare, voix
- Tim Drummond - basse
- Billy Talbot - voix
- Ralph Molina - voix

et pour "Through My Sails" :
- David Crosby - voix
- Stephen Stills - basse, voix
- Graham Nash - voix
- Neil Young - guitare, voix
- Russ Kunkel - congas

## Charts & certifications

### Album
Charts
| Pays                                 | Durée du classement | Meilleur classement | Date             |
| ------------------------------------ | ------------------- | ------------------- | ---------------- |
| Canada (RPM)                         | 5 semaines          | 69e                 | 13 mars 1976     |
| États-Unis (Billboard 200)           | 21 semaines         | 25e                 | 10 janvier 1976  |
| France (SNEP)                        | 16 semaines         | 13e                 | 16 avril 1976    |
| Italie (FIMI)                        | 10 semaines         | 17e                 | 5 janvier 1976   |
| Nouvelle-Zélande (RMNZ Albums Top40) | 2 semaines          | 35e                 | 5 mars 1976      |
| Pays-Bas (MegaCharts)                | 11 semaines         | 4e                  | 6 décembre 1975  |
| Royaume-Uni (UK Albums Chart)        | 2 semaines          | 44e                 | 21 décembre 1975 |

Certifications
| Pays        | Ventes | Certification | Date             |
| ----------- | ------ | ------------- | ---------------- |
| États-Unis  | Or     | 500 000 +     | 7 février 1997   |
| Royaume-Uni | Argent | 60 000 +      | 1er janvier 1976 |

### Single
| Single             | Chart             | Durée du classement | Position | Date          |
| ------------------ | ----------------- | ------------------- | -------- | ------------- |
| Looking for A Love | (RPM Top Singles) | 9 semaines          | 48e      | 24 avril 1976 |

## Citations
« Don't Cry No Tears est une de mes trente ou quarante premières chansons. J'ai joué pendant longtemps des chansons très anciennes, des trucs de mes débuts. En vérité, j'aime vraiment bien ces chansons. Elles ne m'embarrassent pas, j'étais si jeune.
Le texte de Cortez the Killer est un point de vue très personnel sur le destin du grand explorateur. Il est tiré de mon imagination, ainsi que de mes souvenirs de classe. Pour moi, Cortez, c'est l'explorateur à deux facettes. Il y a l'homme charitable et il y a le salaud. J'ai toujours eu pour principe de remettre en cause la légitimité des soi-disant icônes. »

— Neil Young. Pleine Lune. Inrockuptibles 12/1992. Interview de Nick Kent.